# Quintidi
Die zwölf Monate des republikanischen Kalenders der Französischen Revolution sind jeweils in drei „Dekaden“ zu zehn Tagen eingeteilt. Quintidi ist der fünfte Tag einer Dekade. Der 5. 15. und 25. jedes Monats und die Fête des recompenses der Sansculottiden fallen auf einen Quintidi. Die Tagesnamen des Quintidi sind Haus- und Jagdtiere.

## Tagesnamen
Die Tagesnamen des Quintidi waren (im Gegensatz zu den anderen Tagesnamen) landwirtschaftliche Nutztiere. Wenn man die ursprünglichen Vorschläge von Fabre d’Églantine mit den endgültig angenommenen vergleicht, fällt auf, dass Fabre d’Églantine oft in einem Monat einen Quintidi für das männliche und einen für das weibliche Tier vorgesehen hatte. Dieses Konzept drang nur in den Fällen Stier/Kuh, Ziegenbock/Ziege und Widder/Schaf durch. Vollständig abgelehnt wurde die Einbeziehung von Jungtieren. Für den 15. Messidor sollte dem Maultier der „Jumart“ (ein mythischer Pferd/Kuh-Mischling) gegenübergestellt werden. Zum Glück für das Ansehen des Kalenders wurde diese Idee nicht akzeptiert.
| Monat                                                                                     | 1re Décade | 1re Décade                             | 2e Décade | 2e Décade                           | 3e Décade | 3e Décade                            |
| ----------------------------------------------------------------------------------------- | ---------- | -------------------------------------- | --------- | ----------------------------------- | --------- | ------------------------------------ |
| Vendémiaire                                                                               | 5.         | Cheval (Pferd)                         | 15.       | Âne (Esel)                          | 25.       | Bœuf (Rind)                          |
| Brumaire                                                                                  | 5.         | Oye (Gans)                             | 15.       | Dindon (Truthahn)                   | 25.       | Faisan (Fasan) Jars (Gänserich)      |
| Frimaire                                                                                  | 5.         | Cochon (Schwein)                       | 15.       | Chevreuil (Reh)                     | 25.       | Grillon (Grille)                     |
| Nivôse                                                                                    | 5.         | Chien (Hund)                           | 15.       | Lapin (Kaninchen)                   | 25.       | (Katze)                              |
| Pluviôse                                                                                  | 5.         | Taureau (Stier)                        | 15.       | Vache (Kuh)                         | 25.       | Lièvre (Hase) Veau (Kalb)            |
| Ventôse                                                                                   | 5.         | Bouc (Ziegenbock)                      | 15.       | Chèvre (Ziege)                      | 25.       | Thon (Thunfisch) Chevreau (Zicklein) |
| Germinal                                                                                  | 5.         | Poule (Huhn) Coq (Hahn)                | 15.       | Abeille (Biene) Poule (Huhn)        | 25.       | Pigeon (Taube)                       |
| Floréal                                                                                   | 5.         | Rossignol (Nachtigall) Abeille (Biene) | 15.       | Ver-à-soie (Seidenraupe)            | 25.       | Carpe (Karpfen)                      |
| Prairial                                                                                  | 5.         | Canard (Ente) Canard (Erpel)           | 15.       | Caille (Wachtel) Cane (Ente)        | 25.       | Tanche (Schleie)                     |
| Messidor                                                                                  | 5.         | Mulet (Maultier)                       | 15.       | Chamois (Gemse) Jumart              | 25.       | Pintade (Perlhuhn)                   |
| Thermidor                                                                                 | 5.         | Bélier (Widder)                        | 15.       | Brebis (Schaf)                      | 25.       | Loutre (Otter) Agneau (Lamm)         |
| Fructidor                                                                                 | 5.         | Saumon (Lachs) Barbeau (Barbe)         | 15.       | Truite (Forelle) Goujon (Gründling) | 25.       | Écrevisse (Krebs)                    |
| Sansculottiden                                                                            | 5.         | Fête des recompenses                   |           |                                     |           |                                      |
| Vorschläge von Fabre d’Églantine, die nicht akzeptiert wurden, erscheinen in Kleinschrift |            |                                        |           |                                     |           |                                      |